# Thù lù lông
Thù lù lông (hay thù lù tây; danh pháp hai phần: Physalis peruviana) là loài thực vật có hoa trong họ Cà, là loài bản địa của Chile và Peru. Có chỗ còn gọi là tầm bóp Nam Mỹ, mặc dù tầm bóp là tên gọi khác của thù lù cạnh (Physalis angulata) chứ không phải thù lù lông. Tên gọi bản xứ ở vùng Nam Mỹ là aguaymanto, uvilla và uchuva,... Tên tiếng Anh phổ biến là Cape gooseberry, goldenberry và Peruvian groundcherry.

Loài này có lịch sử trồng trọt từ thời Đế quốc Inca. Cuối thế kỷ 18, nó được trồng tại Anh, và trồng tại Nam Phi ở vùng mũi Hảo Vọng ít nhất là từ đầu thế kỷ 19. Tới thế kỷ 20, thù lù lông được trồng hay mọc hoang dã khắp các miền ôn đới và nhiệt đới trên thế giới.

## Miêu tả
Thù lù lông có họ hàng gần với thù lù cạnh (tức tầm bóp, Physalis angulata), thù lù nhỏ (Physalis minima), Physalis philadelphica,... hay xa hơn nữa là cà chua, cà tím và khoai tây.
Thù lù lông là thực vật hàng năm ở vùng ôn đới nhưng lại là thực vật lâu năm ở vùng nhiệt đới. Khi là cây lâu năm, thù lù lông có kiểu hình cây bụi phân nhánh rải rác, cành xòe, chiều cao đạt tới 1–1,6 m (3 ft 3 in–5 ft 3 in), lá hình trái tim mềm như nhung. Hoa có hình chuông và rủ xuống, chiều rộng 15–20 mm (5⁄8–3⁄4 in), có màu vàng với các đốm màu nâu tím bên trong hoa. Sau khi hoa rụng, đài hoa nở ra, khi chín biến thành lớp áo màu be bao bọc hoàn toàn quả. Để phân biệt, mép lá tầm bóp có răng cưa, trong khi mép lá thù lù lông không có răng cưa.
Quản ăn được, có hình tròn, nhẵn, giống như quả cà chua thu nhỏ, có màu vàng sáng hay màu cam, to cỡ 1,25–2 cm (1⁄2–3⁄4 in). Bao bọc xung quanh quả là một lớp áo, bóc ra sẽ thấy một quả mọng mà khi chín có vị ngọt, chua nhẹ đặc trưng giống quả nho.
Đặc điểm nổi bật nhất của quả cây này là lớp áo (calyx phồng lên như cái lồng đèn, sờ vào giống như giấy, bao kín từng quả mọng. Đây thực chất chính là phần đài hoa, lúc đầu có kích thước bình thường, nhưng sau khi cánh hoa rụng đi thì đài hoa tiếp tục phát triển cho đến khi tạo thành lớp vỏ bảo vệ xung quanh quả đang phát triển. Nếu quả còn nguyên vỏ đài hoa thì thời hạn sử dụng ở nhiệt độ phòng là khoảng 30–45 ngày. Đài hoa không ăn được.

### Dinh dưỡng
Quả thô có 85% là nước, 11% carbohydrat, 2% protein và 1% chất béo. 100 gam (3,5 oz) quả cung cấp 53 Ca-lo và cung cấp mức độ vừa phải (chiếm 10–19% lượng tiêu thụ hàng ngày tham khảo) thiamin, niacin và vitamin C.
Quả có một số axit béo là acid linoleic và acid oleic; ngoài ra còn có các phytosterol là beta-sitosterol và campesterol, cùng với vitamin K và Β-Carotene.

## Gieo trồng
Người ta trồng rộng rãi thù lù lông ở các vùng nhiệt đới, cận nhiệt đới và ôn đới như Úc, Trung Quốc, Ấn Độ, Malaysia và Philippines. Thù lù lông mọc rất tốt ở nhiệt độ trung bình hàng năm từ 13 đến 18 °C (55 đến 64 °F), chịu được nhiệt độ cao tới 30 °C (86 °F). Cây mọc tốt ở vùng khí hậu Địa Trung Hải và có độ cứng USDA bằng 8, nghĩa là cây có thể bị sương muối gây hại. Cây phát triển tốt với mưa vào khoảng 800–4.300 mm (31–169 in) với điều kiện đất phải thoát nước tốt. Cây ưa nắng hoặc bóng râm một phần, mọc rất mạnh trên đất cát.
Cây dễ trồng từ hạt. Mỗi quả có 100 đến 300 hạt nhưng tỷ lệ ủ mầm thấp, cần hàng nghìn hạt để gieo một hecta. Cây trồng từ cành giâm một năm tuổi sẽ ra hoa sớm và cho năng suất tốt, nhưng sức sống kém hơn cây trồng từ hạt.

## Công năng
Theo Đông y, thù lù lông có vị đắng, tính hàn, không độc, có khả năng thanh nhiệt giải độc và lợi niệu tiêu thũng. Quả của cây có vị chua, tính bình, và có tác dụng thanh nhiệt lợi tiểu. Rễ của cây có tác dụng làm co rút tử cung.
Về công dụng và chỉ định, thù lù lông được sử dụng trong điều trị sốt, ho sưng họng, phiền nhiệt, và nôn nấc. Liều dùng thường là từ 20-40g, được sắc uống. Ngoài ra, thù lù lông cũng được sử dụng ngoại ô để điều trị mụn lở, với liệu pháp sử dụng 40-80g cây tươi, giã vắt lấy nước cốt uống, và bã cây thì có thể đắp hoặc xoa. Cũng có thể sử dụng nấu nước tắm rửa. Quả thù lù lông thích hợp cho trẻ em có triệu chứng nóng âm, gầy khô, cũng như cho phụ nữ trong giai đoạn sinh đẻ khó.
Ở Ấn Độ, lá thù lù lông được sử dụng để điều trị bệnh giun và đau ruột, trong khi cả cây được sử dụng làm thuốc lợi tiểu. Ở Trung Quốc, thù lù lông được ứng dụng để điều trị mụn, bệnh lỵ amip, bạch hầu, bệnh quai bị và viêm tinh hoàn. Quả của cây cũng được sử dụng trong trường hợp ho nóng và đau khi nuốt.

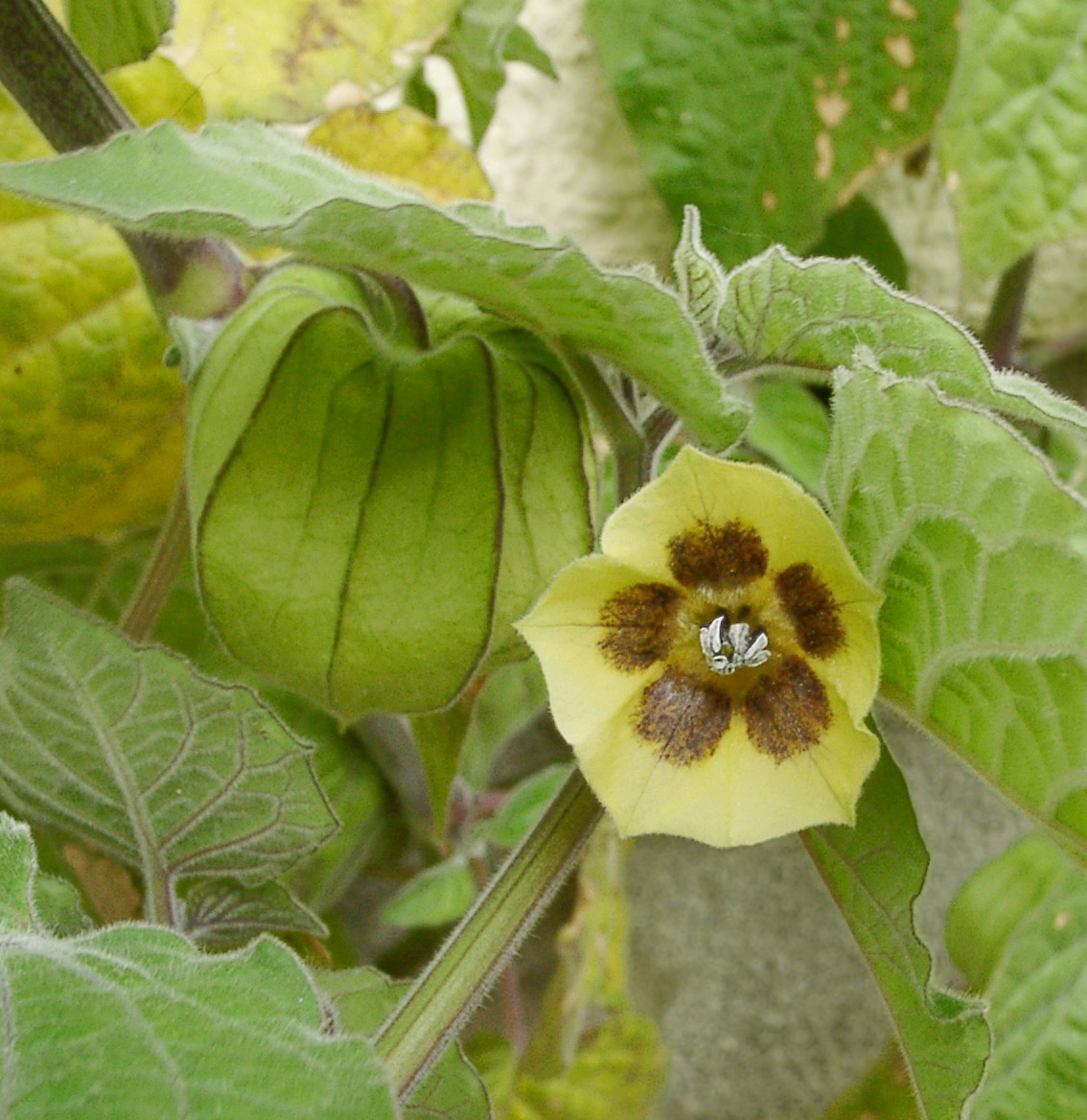
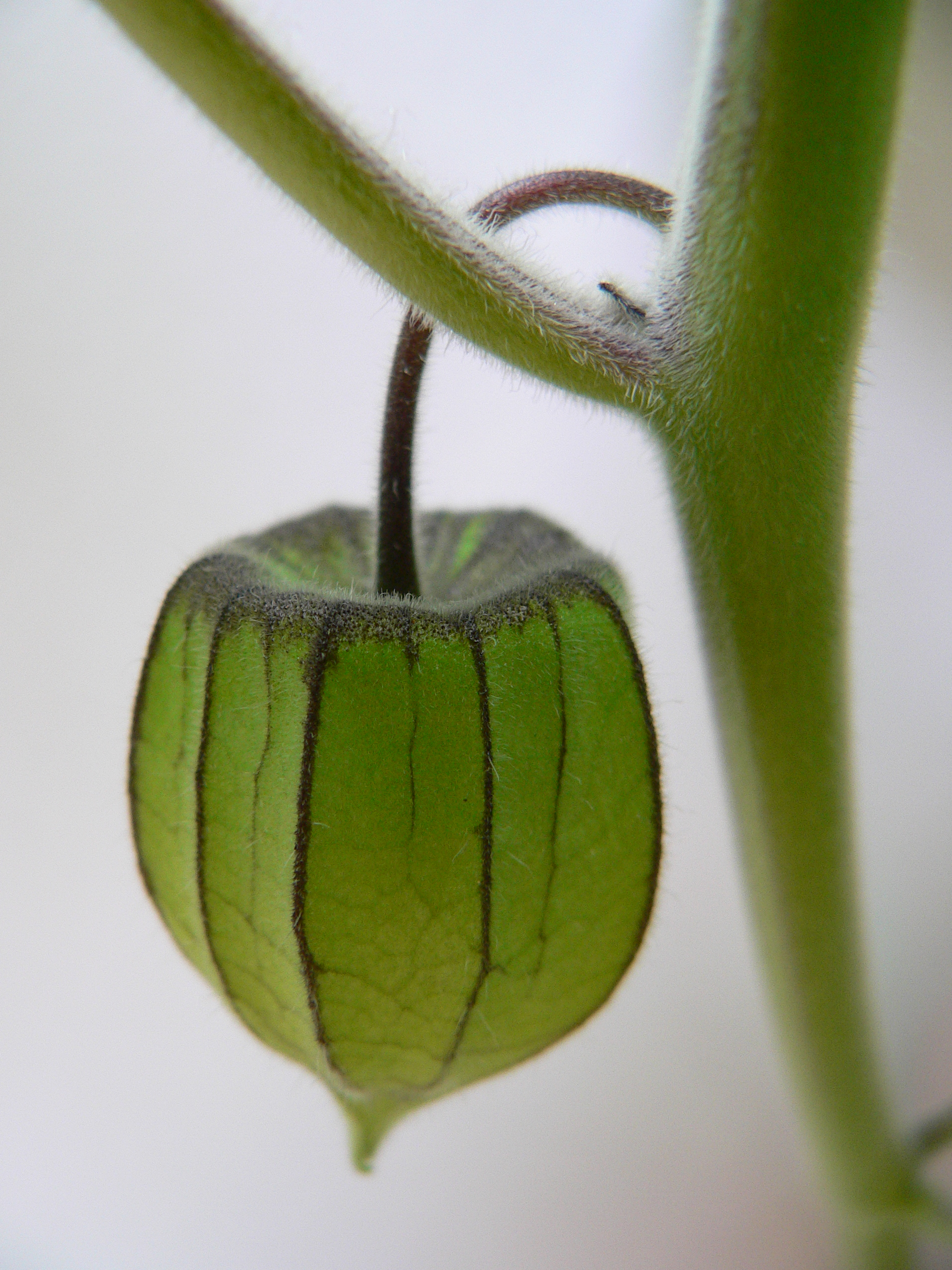
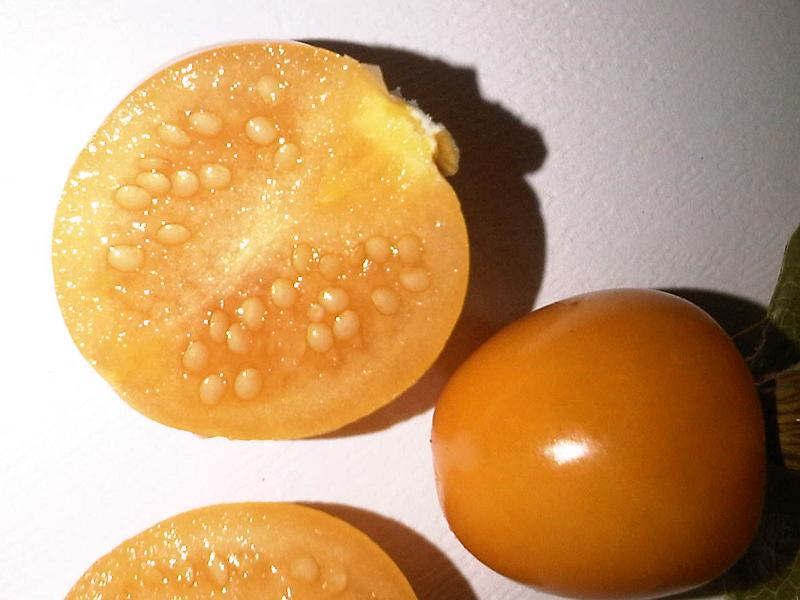
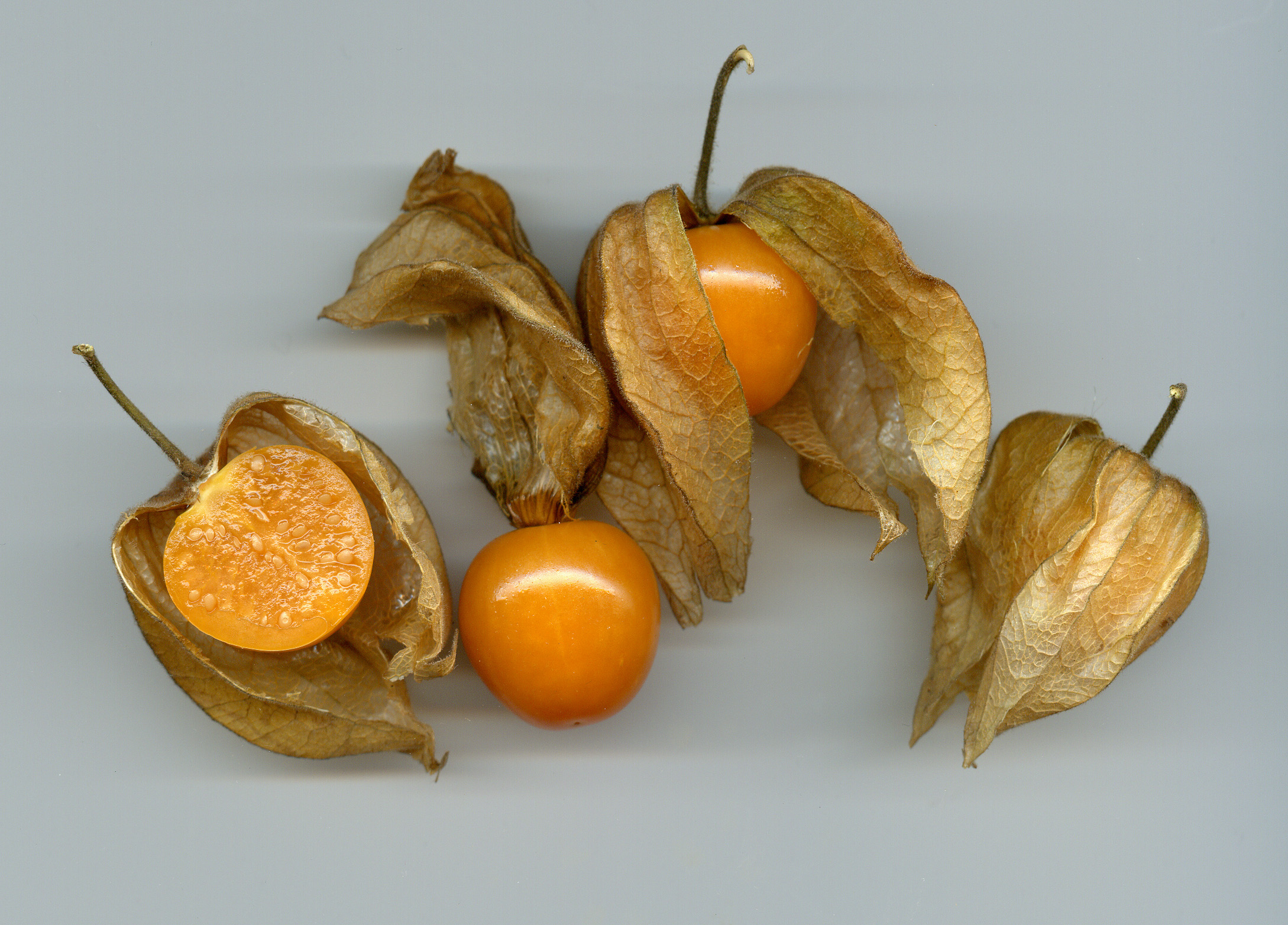